# Crick (Northamptonshire)
Pour les articles homonymes, voir Crick.
Crick est une paroisse civile et un village du Northamptonshire, en Angleterre.